# Ordre des comtes de Lyon

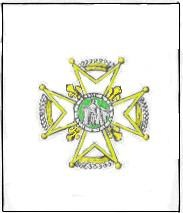
médaille de l'ordre.

L'Ordre des comtes de Lyon fut institué par Louis XV en 1745. 
La médaille de l'ordre est une croix à huit pointes qui est émaillée de blanc et bordée d'or; dans chaque canton est d'une fleur-de-lis en d'or; il y a aussi une couronne comtale d'or, perlée d'argent dans chacun des autres angles de la croix. Au milieu se trouve une médaille de sinople ayant Jean le Baptiste posé sur une terrasse.
La devise de l'ordre est : « prima sedes Galliarum » gravé sur l'avers et «  Ecclesia comitum Lugduni » sur le revers. 

## Sources
- sur atilf
- sur l'encyclopédie Diderot d'Alembert